# Neisseria gonorrhoeae
Neisseria gonorrhoeae é uma bactéria da família Neisseriaceae. É um diplococo gram-negativo, não flagelado, não formador de esporos, não hemolítico, aeróbio ou facultativamente anaeróbio que habita o trato respiratório superior do homem, sendo responsável pela gonorreia – doença sexualmente transmissível, com formato de rim – e consequentemente pela conjuntivite gonocócica – doença hereditariamente transmitida da mãe para o filho ou sexualmente transmitida pelo intercurso geno-oftálmico. Este agente patogênico pode ser classificado em 5 tipos coloniais (dependem da produção de fímbrias pelas células), sorotipos e auxotipos. Estas classificações são importantes para a compreensão da epidemiologia e da virulência da espécie. É oxidase positiva, catalase positiva, é sensível a ambientes secos ou ácidos gordos, exige cisteína para o seu crescimento e não apresenta uma verdadeira cápsula polissacarídea.
A Neissera gonorrhoeae é uma bactéria capnófila, ou seja, vive em locais com grande concentrações de gás carbônico. Utilizam suas fímbrias para aderirem à mucosa urogenital e caso apresentem mutações e sejam desprovidas de fimbrias, torna-se uma bactéria não patogênica.

## Doenças
- Gonorreia
- Oftalmia "neonatorum"
- Gonorreia ano-rectal;
- Faringite.

## Factores de virulência
As colónias T1 e T2 estão associadas à virulência, apresentando os seguintes factores:
- Proteínas externas da membrana:OMP-1 e OMP-2, com a função de porinas;[1]
- Pilli - que gozam de conversão antigénica e variação de fase, e que intervêm na adesão e colonização dos tecidos (a OMP-2 também ajuda nesta função
- Toxinas LOS (lipooligossacarídeo)[2]  e outras Endotoxinas;
- Enzimas: protease IgA e beta-lactamasez.

A virulência pode ficar comprometida caso o microrganismo sofra alterações estruturais de superfície.

## Patogénese
A Neisseria gonorrhoeae invade células epiteliais não-ciliadas, multiplica-se em vacúolos intracelulares. A LOS desencadeia a produção de TNF-α, levando à inflamação e consequente destruição tecidular. Se a infecção não for tratada, vai persistir e levar à inflamação crónica que se manifesta como fibrose. Esta fibrose pode levar à esterilidade, à destruição articular e à cegueira.

## Epidemiologia
O único hospedeiro do gonococo é o homem. No adulto, a infecção sempre é transmitida durante o acto sexual. A gonorreia ocorre frequentemente em indívíduos dos 15 aos 24 anos.São "grupos de risco" os seguintes: contactos sexuais com indivíduos afectados, adolescentes com actividade sexual precoce e múltiplos parceiros sexuais. O risco de infecção de uma mulher após ter contacto com homem infectado é de 40 a 60%, enquanto que o risco de infecção de um homem após ter contacto com mulher infectada é de cerca de 20%.

## Quadro Clínico
No Homem, em 95% dos homens infectados a sintomatologia é aguda, ocorrendo inflamação genital restrita à uretra (uretrite aguda), com formação de um exsudado purulento, e que é acompanhado de disúria. Em casos raros, a infecção pode-se estender para a próstata, epidídimo e vesículas seminais. Na Mulher, a principal forma clínica é cervicite, ocorrendo inflamação do colo uterino, leucorreia vaginal, disúria, dor abdominal, infecção genital ascendente que pode levar a salpingite, abcesso tubo-ovárico e doença pélvica inflamatória. Finalmente, em casos mais graves, a infecção pode-se disseminar, traduzindo-se em bacteriémia, infecção cutânea e articular. Sendo assim mantendo os cuidados necessários.

## Diagnóstico laboratorial

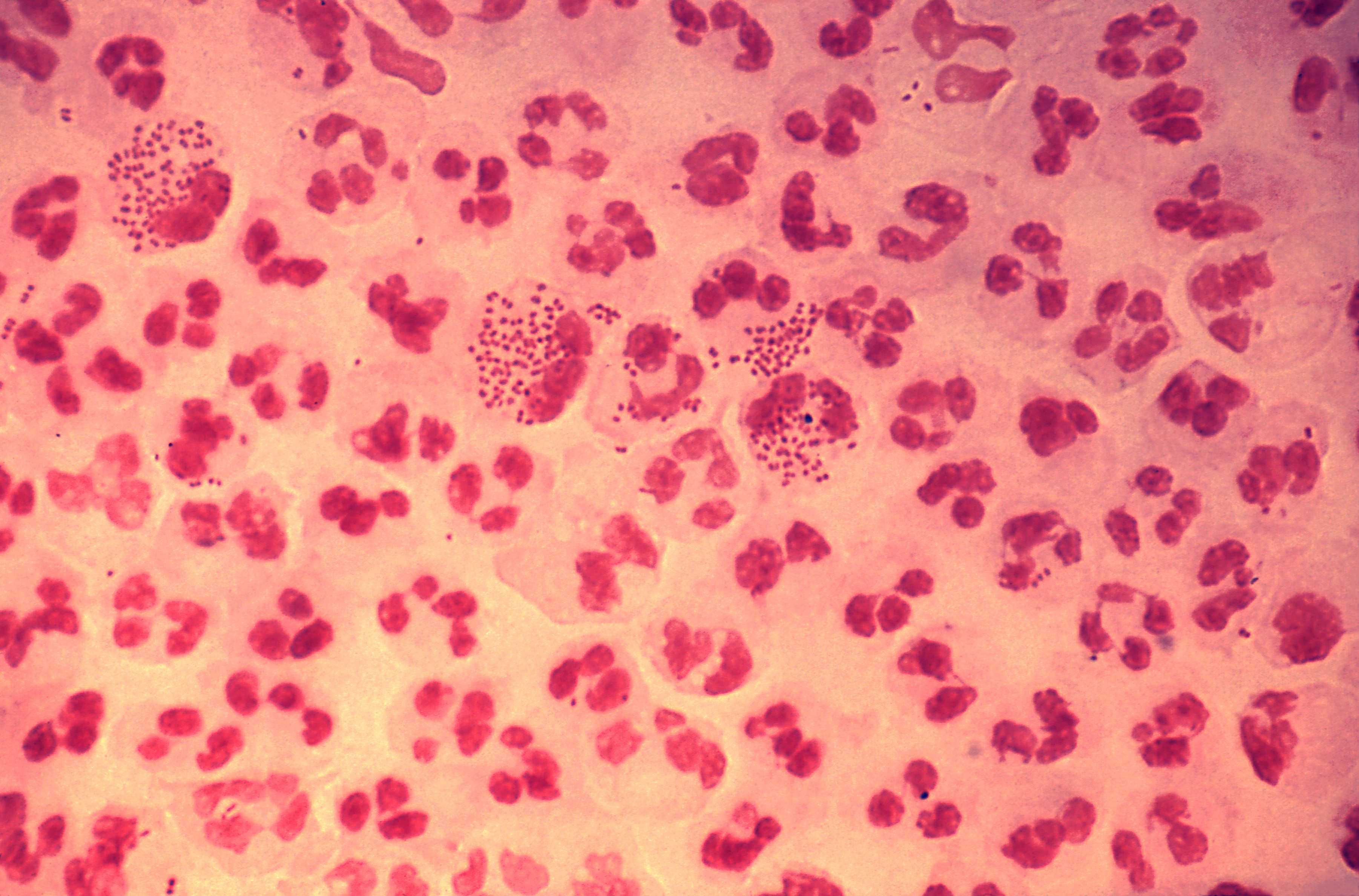
Fotomicrografia de baixa resolução mostrando a histopatologia de uretrite gonocócica aguda com técnica de coloração de Gram. A imagem demonstra a distribuição não aleatória de gonococos entre neutrófilos polimorfonucleares, com bactérias presentes tanto intracelularmente quanto extracelularmente.

Para diagnóstico laboratorial, o produto a ser recolhido é o exsudado uretral, que é submetido a exame microscópico directo, recorrendo à coloração de Gram. A detecção é mais fácil no homem no que na mulher, pois há outras bacterias semelhantes na microbiota natural da vagina. Se o Gonococo se encontrar dentro de neutrófilos polimorfonuclares, trata-se de uma infecção aguda, se se encontrar no exterior, trata-se de uma infecção crónica.
Se o resultado der negativo e o doente for assintomático, deve-se realizar um exame cultural, que desempenha aqui um papel primordial. Devem-se usar meios selectivos e/ou complexos ( ex. Ágar Chocolate ) e ter em conta que os Gonococos são frágeis.
O exame serológico não tem interesse. Já os exames moleculares como o PCR e a detecção directa do microrganismo por meio de sondas comerciais permitem obter um resultado rápido, não permitindo porém monitorizar a resistência aos antibióticos.

## Tratamento
Como antibioterapia de primeira linha, é frequente a administração de ceftriaxona, cefixima ou fluoroquinolonas. Em caso de inflamação mista com Clamydia, recorre-se à ceftriaxona com doxiciclina ou azitromicina.

## Vacinação
Devido a variação de sorogrupos ( devido à especificidade de polissacarídeos capsulares), as vacinas em desenvolvimento não conseguem, ainda, responder à diversidade antigénica do gonococo.

## Quimioprofilaxia
É ineficaz, excepto do tratamento da oftalmia neonatorum. Esta doença é tratada com aplicação tópica de nitrato de prata a 1%, tetraciclina a 1% ou eritromicina a 1%.

## Medidas comunitárias
Deve fazer-se uma abordagem educacional a este problema e um seguimento dos contactos sexuais, porque a gonorreia não é uma doença insignificante. A infecção crónica pode levar a esterilidade, e a infecção assintomática prolonga o reservatório populacional da Neisseria, levando a que mais gente possa estar exposta ao agente.
A campanha de utilização de preservativos surpreendentemente perdeu força com o desenvolvimento de tratamentos mais eficazes para HIV. Sendo assim, a divulgação dos perigos de outras DSTs é importante para concientização da população.